# Movimento Unione Italiano
De Movimento Unione Italiano (MUI) is een Italiaanse politieke partij. Haar leider is Stefano Bandecchi. De partij is ontstaan in 2010.